# East Richmond Heights
East Richmond Heights és una concentració de població designada pel cens dels Estats Units a l'estat de Califòrnia. Segons el cens del 2000 tenia 3.357 habitants.

## Demografia
Segons el cens del 2000, East Richmond Heights tenia 3.357 habitants, 1.377 habitatges, i 885 famílies. La densitat de població era de 2.273,9 habitants/km².
Dels 1.377 habitatges en un 23,6% hi vivien nens de menys de 18 anys, en un 48,7% hi vivien parelles casades, en un 11,4% dones solteres, i en un 35,7% no eren unitats familiars. En el 26,9% dels habitatges hi vivien persones soles el 10,1% de les quals corresponia a persones de 65 anys o més que vivien soles. El nombre mitjà de persones vivint en cada habitatge era de 2,43 i el nombre mitjà de persones que vivien en cada família era de 2,94.
Per edats la població es repartia de la següent manera: un 19% tenia menys de 18 anys, un 5,6% entre 18 i 24, un 29,8% entre 25 i 44, un 31% de 45 a 60 i un 14,5% 65 anys o més.
L'edat mediana era de 42 anys. Per cada 100 dones de 18 o més anys hi havia 91,2 homes.
La renda mediana per habitatge era de 57.500 $ i la renda mediana per família de 60.588 $. Els homes tenien una renda mediana de 46.771 $ mentre que les dones 43.190 $. La renda per capita de la població era de 27.873 $. Entorn de l'1,3% de les famílies i el 5,3% de la població estaven per davall del llindar de pobresa.

## Poblacions properes
El següent diagrama mostra les poblacions més properes.